# Serenczany
Serenczany (biał. Саранчаны; ros. Саранчаны) – wieś na Białorusi, w obwodzie witebskim, w rejonie postawskim, w sielsowiecie Łyntupy, około 26 km na południowy zachód od Postaw, nad jeziorem o tej samej nazwie.

## Historia
Według tradycji rodzinnej ostatnich właścicieli był to majątek ks. Świrskich z pobliskiego Świru. Od XVI wieku stopniowo ich rozległe posiadłości zaczęły topnieć. Pod koniec XVIII wieku lub na początku XIX wieku Serenczany przeszły na własność rodziny Morykonich, od których kupił je po 1831 roku Ludwik Kątkowski herbu Ostoja (~1800–?). Po nim dziedziczył je jego syn Bronisław (1834–1912), a ostatnim właścicielem Serenczan do 1939 roku był syn Bronisława, Eugeniusz Kątkowski, który tu jednak nie mieszkał, dzierżawiąc majątek braciom Raksimowiczom.
Po II rozbiorze Polski w 1793 roku dobra te, wcześniej leżące na terenie województwa wileńskiego Rzeczypospolitej, znalazły się na terenie powiatu święciańskiego (ujezdu) guberni wileńskiej, w gminie Komaje. Po wojnie polsko-bolszewickiej Serenczany wróciły do Polski, należały do gminy Łyntupy. 13 kwietnia 1922 roku gmina weszła w skład objętej władzą polską Ziemi Wileńskiej, przekształconej 20 stycznia 1926 roku w województwo wileńskie. W 1931 roku wieś leżała w gminie Komaje.
Od 1945 roku – w ZSRR, od 1991 roku – na terenie Republiki Białorusi.
Nad jeziorem Serenczany w lesie stoją dwa kamienie z wyrytymi znakami krzyża – pozostałości średniowiecznego cmentarzyska.
W 1864 we wsi mieszkały 132 osoby, z czego 109 katolików i 23 starowierców, natomiast w folwarku – 23 osoby, wszystkie wyznania katolickiego. Na przełomie XIX i XX wieku majątek liczył 726 dziesięcin. W 1931 roku mieszkało w nim 45 osób, wieś zamieszkiwało 241 osób w 47 domach, w 2009 roku wieś liczyła 24 osoby.

## Nieistniejący dwór
Prawdopodobnie pod koniec XVIII wieku Świrscy zbudowali tu obszerny, jedenastoosiowy, modrzewiowy, parterowy dwór. Trójosiowa część środkowa była piętrowa, poprzedzona portykiem w wielkim porządku, którego cztery doryckie kolumny podtrzymywały trójkątny szczyt. Pod portykiem był balkon z drewnianą balustradą. Dom stał na wysokich, sklepionych piwnicach. Od tylnej strony elewacja miała środkowy trójścienny ryzalit oraz dwa krótkie skrzydła boczne. Ze względu na pochyłość terenu dwór od strony ogrodu był znacznie wyższy. Nad rozczłonkowanym czterema pilastrami ryzalitem był balkon z daszkiem wspartym na czterech kolumnach. Przy krótszych elewacjach domu były dwa ganki. Dom był nieotynkowany, utrzymany w naturalnym kolorze modrzewia, był przykryty gładkim, czterospadowym dachem gontowym.
Wnętrze domu miało układ dwutraktowy. W centrum traktu frontowego był obszerny hall ze schodami prowadzącymi na piętro oraz galeryjką dla orkiestry, otwartą w pierwszej połowie XIX wieku na salon. Po obu stronach hallu były po trzy pokoje mieszkalne. Od strony ogrodu w środku domu był szeroki na 8 m salon, wypełniający również ryzalit, po bokach natomiast, w układzie amfiladowym saloniki, jadalnia, pokój bilardowy i kaplica narożna. Na piętrze mieściły się pokoje mieszkalne, a nad salonem – duża sala.
Przed domem był duży gazon, obok stała murowana oficyna, starsza od dworu, prawdopodobnie pierwotna siedziba właścicieli. Od tyłu przylegał do domu park w formie wielkiego kwadratu wyznaczonego przez aleje topolowe oraz aleję w osi domu. Pomiędzy alejami rosły drzewa owocowe. Park razem z sadem liczył 15 ha.
Folwark był oddalony około 1,5 km na północ od wsi, był usytuowany przy rzeczce odprowadzającej wody z jeziora Łodosie do jeziora Serenczany. W czasie II wojny światowej folwark został spalony, a park wycięty. Obecnie nie ma po nich śladu.
Majątek Serenczany został opisany w 4. tomie Dziejów rezydencji na dawnych kresach Rzeczypospolitej Romana Aftanazego.